# Chiesa di Santa Maria degli Angeli (Apricale)
La chiesa di Santa Maria degli Angeli è un luogo di culto cattolico situato nel comune di Apricale, in provincia di Imperia.

## Storia e descrizione
Situata lungo l'antica mulattiera per Isolabona, nei pressi del rio San Rocco, sorge su uno sperone roccioso al di fuori del centro abitato apricalese. Dell'antica chiesa non esistono di fatto notizie certe e documentabili fino al 1520, anno in cui viene citata in un lascito testamentario, portando gli storici a supposizioni sulle sue origini, forse una cappella per la sosta o una cappella "di guardia" lungo il percorso a valle.
L'edificio si presenta ad unica navata rettangolare - con la suddivisione a tre campate chiuse dall'abside - decorata con semplici cicli di affreschi realizzati tra il XV e il XVII secolo; questi ultimi sono stati restaurati a cura della Soprintendenza per i Beni Artistici e Storici della Liguria nel biennio 1989-1990.
La volta della prima campata è affrescata con raffigurazioni dei Dottori della Chiesa, risalente ai primi decenni del XIII secolo, mentre al XV secolo è databile il ciclo dell'Incoronazione della Vergine Maria nella seconda campata; tra la prima e la seconda campata sono raffigurati gli stemmi nobiliari dei Doria e dei Grimaldi, entrambi signori feudali di Apricale.
Scene di vita di Maria sono invece gli affreschi cinquecenteschi presenti nella terza campata, mentre Episodi dell'infanzia di Gesù sono visibili nella parte affrescata dell'abside. Ai pittori Bartolomeo Asmio e Antonio Semeria, rispettivamente di Sanremo e Coldirodi, viene data la paternità pittorica degli affreschi dei Misteri del Rosario nelle pareti laterali.

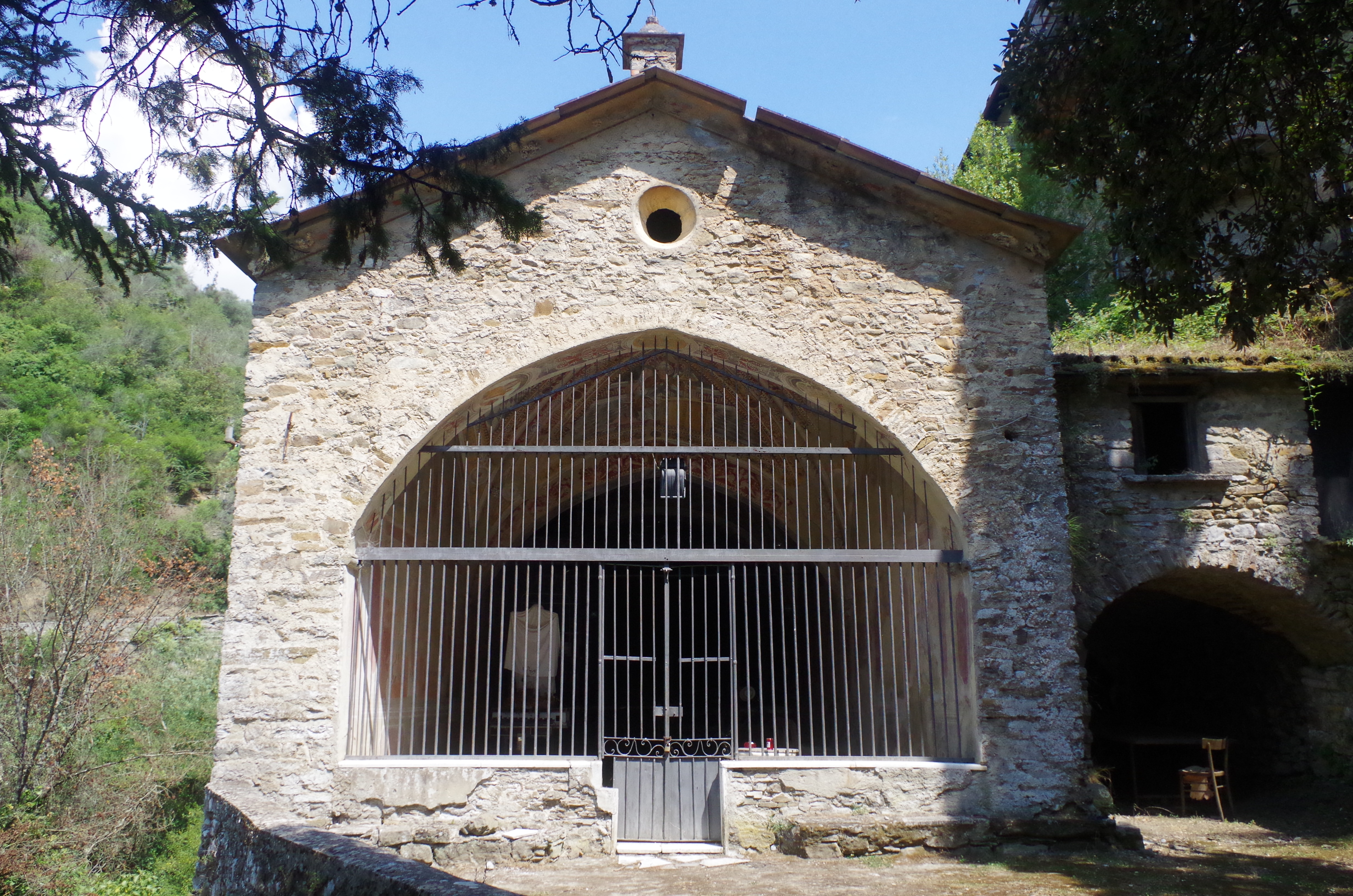
Chiesa di Santa Maria degli Angeli
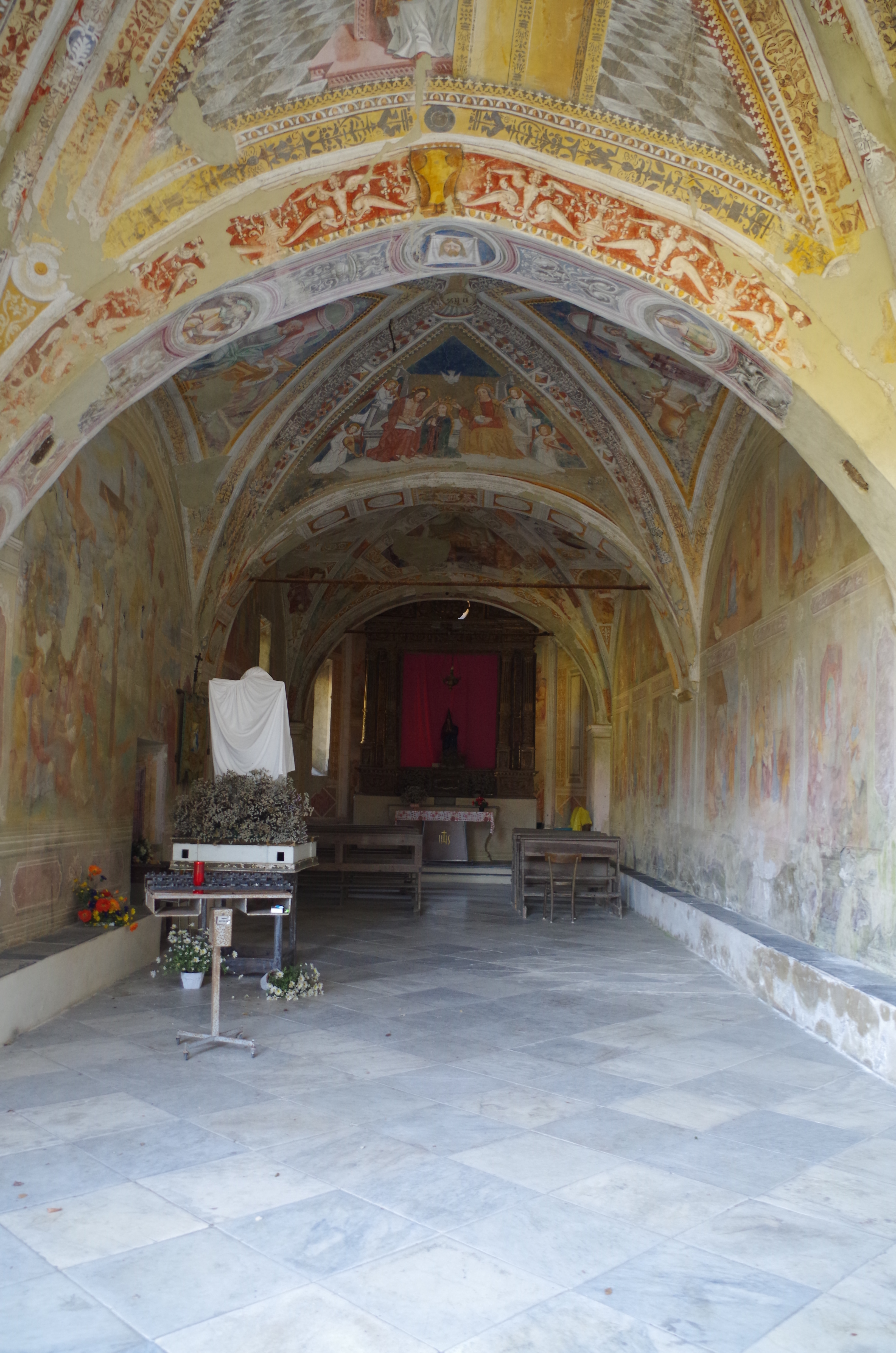
Interno della chiesa di Santa Maria degli Angeli
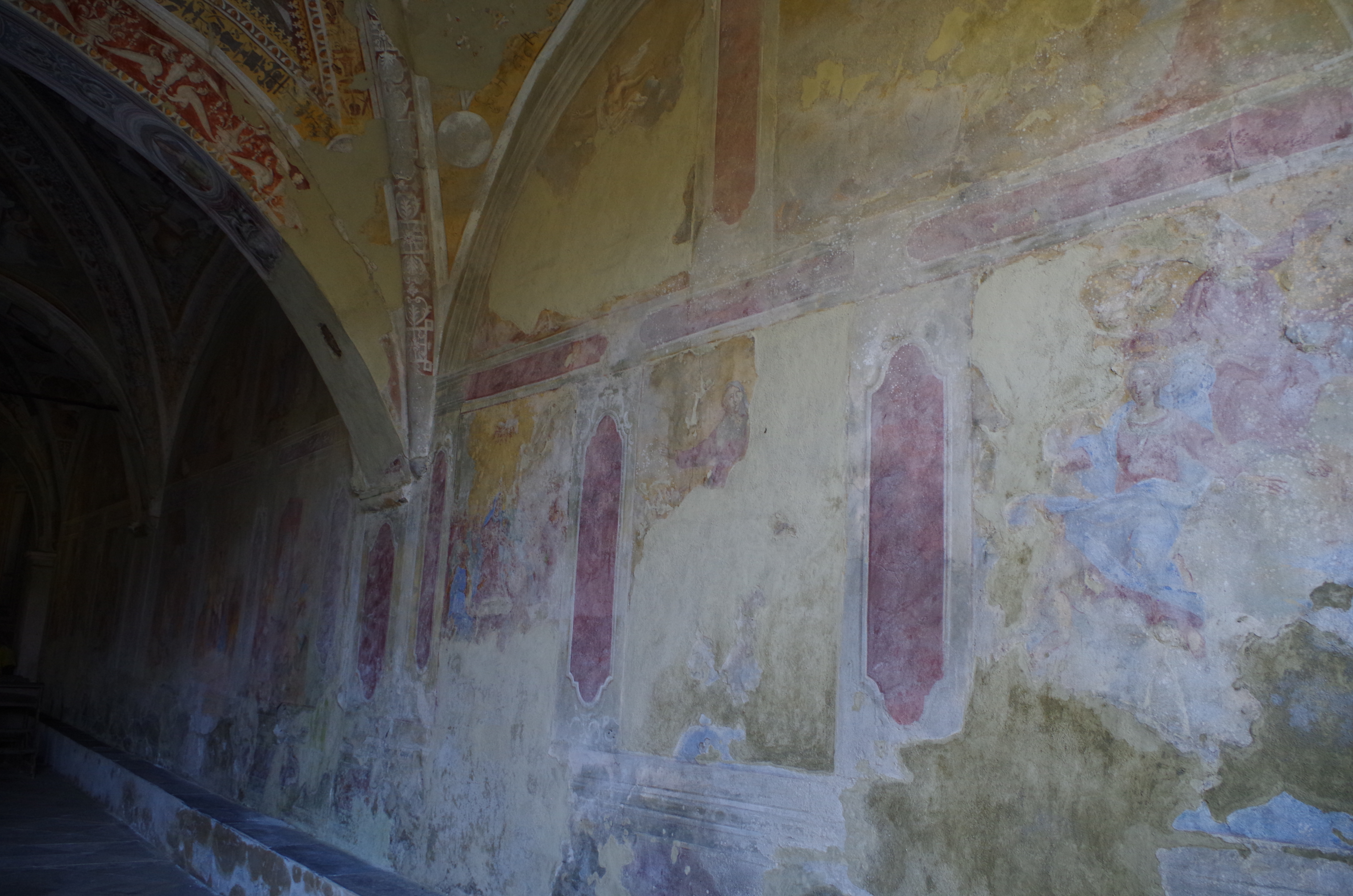
Interno della chiesa di Santa Maria degli Angeli di Apricale